# إيف سان لوران (علامة تجارية)
إيف سان لوران، هي دار أزياء فرنسية فاخرة أسسها إيف سان لوران وشريكه بيير بيرج في عام 1962. تختص الشركة في تصميم الأزياء الراقية والملابس الجاهزة والإكسسوارات الجلدية والأحذية. خط مستحضرات التجميل الخاص بها والمسمى YSL Beauty مملوك لشركة لوريال.

## لمحة تاريخية
ولد إيف سان لوران سنة 1936، وهو مصمّم فرنسيّ اشتهر في تصميمه أوّل سترة نسائيّة أو توكسيدو.
في عمر السابعة عشر، استطاع إيف سان لوران أن يحتلّ مركز مساعد كريستيان ديور الذي طرده في سنوات لاحقة، الأمر الذي أدّى إلى دخوله المشفى لمدّة عشرين يوم، ليخرج من بعدها ويقاضي ديور سنة 1960 لتكون النتيجة لصالحه.
إلى جانب ذلك، يعتبر إيف سان لوران أوّل مصمّم أطلق خطّ أزياء جاهزة، وسنة 1983، كان أوّل مصمّم أزياء يكرّم قبل وفاته عام 2008، ليترك ماركة عالميّة تضمّ الملابس والأحذية والأكسسوارات، العطور ومستحضرات التجميل.

## دار إيف سان لوران
في عام 1962 أسس المصمم الفرنسي الدار الخاصة به، فقد كان مختلفاً، وأضاف بصمته الخاصة كونه إعتمد على الدمج بين الثقافات في أزيائه، وإستلهمها من الثقافات الأفريقية والآسيوية ليجدد من روح الموضة وقتها ويضع نهجاً مختلفاً في عالم الأزياء الفرنسية، وبعد نجاحه في تصميم الأزياء أدخل الإكسسوارات والعطور ومستحضرات الجمال التي لاقت نجاحاً مذهلاً.

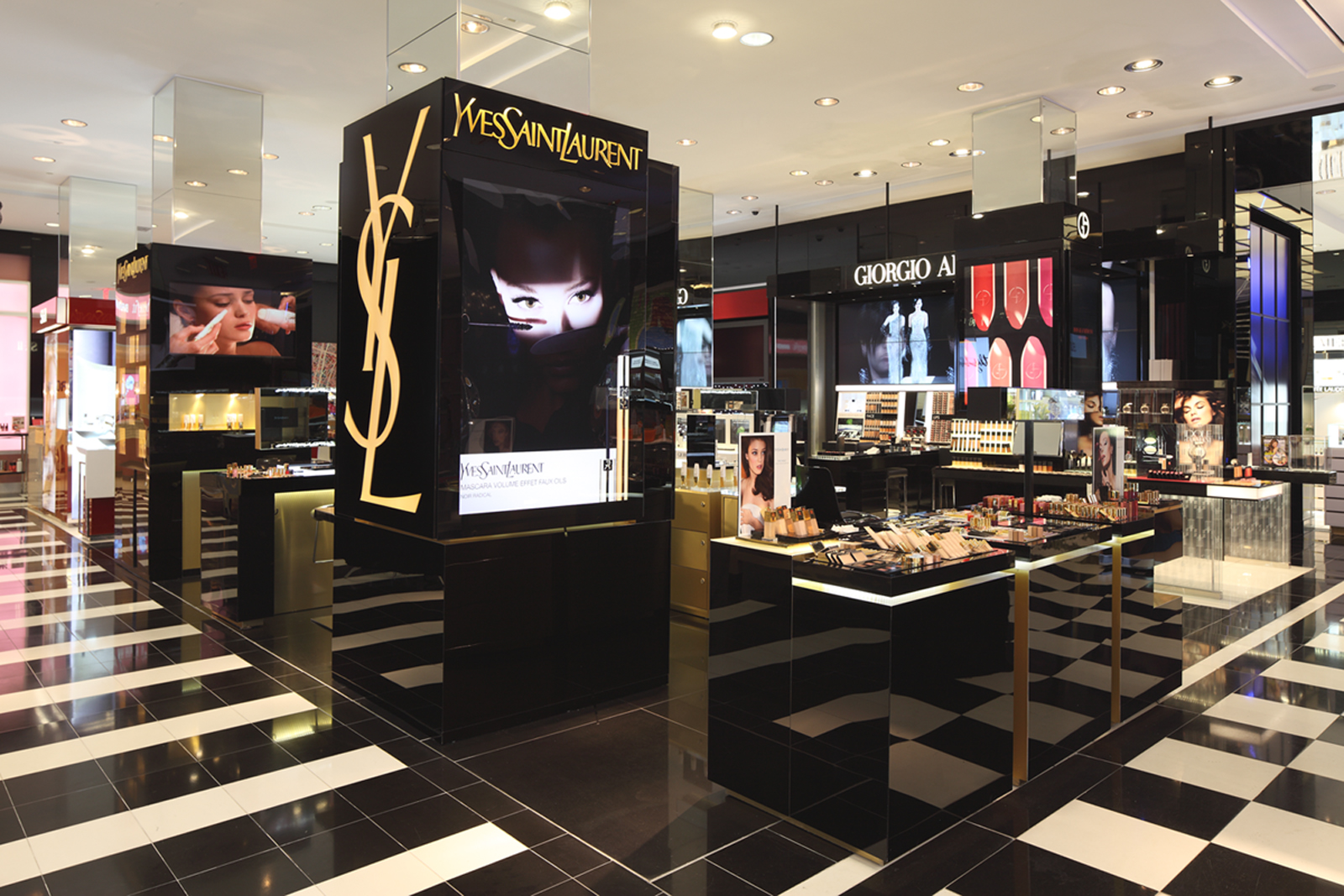
محل سان لوران للعطورات ومواد التجميل

## وصلات خارجية
- مجلة حياتك / مقال عن سان لوران
- ياسمينة /Saint Laurent Paris